# Nodocyclina
Nodocyclina es un género de foraminífero bentónico considerado un sinónimo posterior de Discocyclina  de la familia Discocyclinidae, de la superfamilia Nummulitoidea, del suborden Rotaliina y del orden Rotaliida. Su especie tipo era Orthophragmina umbilicata. Su rango cronoestratigráfico abarca el Eoceno.

## Discusión
Nodocyclina fue propuesto como un subgénero de Orthophragmina, es decir, Orthophragmina (Nodocyclina).

## Clasificación
Nodocyclina incluía a la siguiente especie:
- Nodocyclina umbilicata †